# Jean-Pierre Adams
Jean-Pierre Adams (Dakar, 10 maart 1948 – Nîmes, 6 september 2021) was een Frans voetballer.

## Biografie
Adams werd geboren in Dakar. Hij werd er opgevoed door zijn katholieke grootmoeder. Op zijn tiende verhuisde hij naar de Franse stad Montargis, waar een Frans koppel hem adopteerde. Tijdens zijn studies werkte Adams bij een lokale rubberfabrikant en begon hij te voetballen bij verschillende lokale clubs in het departement Loiret.
In 1970 ruilde hij RCP Fontainebleau, met wie hij tweemaal de Championnat de France amateur de football won, voor Nîmes Olympique. In het seizoen 1971/72 eindigde hij tweede met de club in de Division 1. In 1973 stapte hij over naar OGC Nice, waarmee hij in het seizoen 1975/76 eveneens tweede eindigde. Ook met Paris Saint-Germain voetbalde hij vervolgens nog twee seizoenen in de Division 1. Nadien speelde hij ook nog voor lagere divisieclubs FC Mulhouse en FC Chalon. Bij deze laatste club speelde hij nog samen met Josef Klose, de vader van de latere Duitse international Miroslav Klose.
Adams werd op 17 maart 1982 opgenomen in het Edouard Herriot-ziekenhuis in Lyon voor een knieoperatie. Toen de anesthesist hem een verkeerde dosis toediende, kreeg hij een bronchospasme en belandde hij in coma. Sindsdien verkeerde hij in vegetatieve toestand.
Adams' echtgenote weigerde euthanasie en bleef de voormalige voetballer verzorgen totdat hij uiteindelijk overleed, na 39 jaar in coma te hebben gelegen, op 73-jarige leeftijd in het Universitair Ziekenhuis van Nîmes.